# جاي مورشي
كان جاي مورشي (الابن) (25 يناير 1907 — 8 يوليو 1997) كاتبًا أمريكيًا في مجال العلوم والفلسفة: الطيران، وعلم الفلك، وعلم الأحياء، ومعنى الحياة. كان على التوالي مسافرًا حول العالم؛ ومراسلًا حربيًا؛ ومصورًا، وفنانًا، ومراسلًا لصحيفة شيكاغو تريبيون؛ وطيارًا ومدرب طيران [الإنجليزية]؛ ومعلمًا؛ ومحاضرًا؛ وملاحًا جويًا؛ ومقاول بناء؛ ومؤسسًا ومديرًا لمعسكر صيفي للأطفال. كان عضوًا ممارسًا للدين البهائي. من مؤلفاته: رجال في الأفق (1932)، أغنية السماء (1954)، موسيقى الأجرام السماوية (1961)، والأسرار السبعة للحياة (1978). وقد تم اختيار الكتب الثلاثة الأخيرة للترويج لها من قبل نادي كتاب الشهر. قام بتوضيح كتبه باستخدام النقوش والطبعات الخشبية من تصميمه الخاص.

## النشأة
كان مورشي ابنًا لإيثيل أ. مورشي — التي صممت الجزء الداخلي لطائرة مائية لشركة سيكورسكي للطائرات—وجاي مورشي الأب: خريج كلية الحقوق بجامعة هارفارد، وعضو سابق في روف رايدرز التابعة لثيودور روزفلت، ومارشال أمريكي، ومحامي بارز في بوسطن والذي عمل في وقت ما محاميًا لوينستون تشرشل. حضر الرئيس الحالي ثيودور روزفلت وزوجته حفل تعميد جاي جونيور. لقد كان والداه يحترمانه ويضعانه في معايير عالية.
مورشي، الذي بلغ طوله 6 أقدام و6 بوصات عندما أصبح بالغًا ووزنه 225 رطلاً، نشأ كأسقفي، التحق بمدرسة كنت [الإنجليزية] —التي كانت في ذلك الوقت «للصبيان فقط» — وتخرج من جامعة هارفارد في عام 1929. ومن هذا التراث من الامتياز والقدرة البدنية، تحول بدلاً من ذلك إلى السفر وشق طريقه الخاص، ولم يعد أبدًا إلى ساحة امتياز بوسطن. وبدلاً من ذلك غادر قبل حصوله على أوراق اعتماده في رحلة متوجهة إلى الشرق الأقصى. عاد مورشي إلى الولايات المتحدة في عام 1930. ومن خلال هذه التجربة، اكتسب تقديرًا عميقًا للقواسم المشتركة الأساسية للبشرية عبر أي تقسيم ثقافي، وفي عام 1932 نشر كتابه الأول (مع رسوماته الخاصة)—رجال في الأفق—في بوسطن ولندن، وأهداها إلى والدته. في نفس العام تزوج من إليانور فورستر باركر كوشمان، التي كانت تكبره بحوالي 26 عامًا. ورغم أن الزواج فشل في النهاية، فقد أهدى مورشي كتابه أسرار الحياة السبعة إليها بعد وفاتها في عام 1960.
في عام 1944، تزوج من باربرا كوني، وأنجب طفلين—جريتل وبارنابي—في غضون ثلاث سنوات. لم يستمر الزواج طويلاً، وتركه كوني.

## الكاتب

### رجال في الأفق
عندما تخرج مورشي من جامعة هارفارد عام 1929، انطلق في رحلة خارجية، دون أن يُكلف نفسه عناء حضور حفل التخرج، بل كان يُحضّر دفاتر ملاحظاته استعدادًا لنشر يوميات رحلته. بدأ بالعمل بحارًا سليمًا عبر قناة بنما وصولًا إلى ألاسكا، ثم شق طريقه على سكك حديدية حتى وايت هورس، وقاد قاربه الخاص في نهر يوكون، ثم مشى سيرًا على الأقدام، واستقلّ قاربًا، وركب قطارات الشحن إلى سيوارد. لم يستطع شراء تذكرة، فتسلل عائدًا إلى سان فرانسيسكو، واضطر في النهاية إلى دفع ثمن الرحلة، ومن هناك انضم إلى طواقم السفن المتجهة إلى هاواي، ثم إلى اليابان.
من اليابان فصاعدًا، سافر مورشي مسافرًا، وزار عدة مدن في الصين والفلبين ومنشوريا وكوريا، ثم سيبيريا، واتجه أخيرًا غربًا نحو المحيط الأطلسي على متن قطارات ركاب. سافر باقتصاد، وعانى أحيانًا من البرد القارس في منشوريا وسيبيريا، فضلًا عن الانتظار الطويل في طوابير الطعام وتذاكر القطارات، وغيرها. لا يغطي سجل رحلته رحلاته خارج موسكو.
ربما بدا أن الغرض الذي ذكره مورشي من القيام بهذه الرحلة هو توقع اعتناقه المستقبلي للدين البهائي:
أما عن بقية العالم، فأنا أعرف فقط أنه يتكون من أعداد هائلة من البشر متجمعين في أعراق وطبقات، لا يعرف كل منهم الآخر، ولا يعرف عن بعضهم البعض شيئًا، ويشكك في بعضهم البعض ويكره بعضهم البعض—ومع ذلك، فقد خلقوا جميعًا على نفس الصورة ومن نفس المادة، وجميعهم بشر.... يجب أن أكتشف بنفسي ما إذا كان الجهل، والجهل وحده، هو الذي يمنع الصداقة والتفاهم بين هذه الجماهير من البشر.
وفي الصين، تعرض مورشي لبعض علامات الثورة الشيوعية القادمة في الصين، على سبيل المثال التناقضات بين الجوع والشراهة، والتقارير المتكررة عن الصراعات التي وصفها مورشي بأنها غير ضارة إلى حد مضحك. يلخص ذلك قائلاً: «إن الصين ليست غير مستقرة سياسياً كما تبدو». في روسيا، رأى مورشي أن الشيوعيين الروس في عهد ستالين يشبهون المبشرين المسيحيين، وأن الشيوعية نفسها نوع من الدين. ولا يذكر الحساب الأزمة الاقتصادية التي كانت تتفاقم في أمريكا في ذلك الوقت (1930).
كتب الأدميرال الخلفي ريتشارد إي. بيرد المقدمة في أعقاب رحلته الأولى إلى القارة القطبية الجنوبية، وكتب عن اهتمامه في البداية بـ«الرجل النظيف» مورشي، ولم ينحاز إلى أي من وجهات نظر مورشي بشأن حكومات ذلك اليوم، لكنه انبهر بشدة باللقاء مع الناس.
لقد كان الكتاب ناجحا. ذكرت صحيفة نيويورك تايمز أن الكتاب كان من أكثر الكتب مبيعاً على المستوى الإقليمي في نيو إنجلاند في 16 مايو 1932. وقد لاقى الفيلم استحسانًا عامًا، وخاصةً بسبب حس الفكاهة فيه، في جميع أنحاء أمريكا، وبريطانيا العظمى، وأستراليا، ونيوزيلندا.

### سانت كروا، نهر سنتينل
تم تسمية نهر سانت كروا ويحكي عن تاريخه ويشكل اليوم جزءًا من الحدود بين ولاية ماين ونيو برونزويك. حظيت سانت كروا، نهر سنتينل، بقبول أكاديمي جيد وشعبي في ذلك الوقت. ومع ذلك، لا تزال هذه المسألة ذات أهمية كما لوحظت في سبعينيات القرن العشرين ثم تم الاستشهاد بها في أعمال ما بعد عام 2000 على الإنترنت.

### أغنية السماء
حصل مورشي على المادة اللازمة لعمله الرائد أغنية السماء من خبرته وتحقيقاته كطيار ومدرب طيران. على الرغم من أن موضوع الكتاب هو العلم إلى حد كبير (مع بعض الإشارات إلى الأمور الروحية)، فإن المحتوى يتم تقديمه بطريقة مورشي الشعرية المميزة. لا يتناول الكتاب الدين بالتفصيل، لكنه يذكر بهاءالله، مؤسس دين مورشي، الدين البهائي.
كانت أغنية السماء أحد اختيارات نادي كتاب الشهر لشهر ديسمبر 1954. منحه المتحف الأمريكي للتاريخ الطبيعي ميدالية جون بوروز في عام 1956 عن أغنية السماء.
تم سرقة أغنية السماء من قبل الكاتب ألكسندر ثيروكس في عام 1994، على ما يبدو لأن ثيروكس فشل في تحديد مصدر ملاحظاته.

### موسيقى سفيرز
نُشرت في الأصل عام 1961 وتمت مراجعتها وطباعتها عام 1967 ثم أعيد طبعها عام 1979.
تم اختيار كتاب موسيقى الكرات كواحد من أفضل 50 كتابًا في عام 1961 وفقًا لجمعية المكتبات الأمريكية. منحت جمعية مؤلفي ميدلاند [الإنجليزية] إحدى جوائز «ثورموند مونسن» إلى موسيقى الكرات. وبما أن مورشي كان يقيم في إسبانيا آنذاك، فقد قبل المدير الإداري لمؤسسة النشر البهائية الأمريكية الجائزة نيابة عنه. وقد تم تقييمه بشكل إيجابي بشكل عام.
يُقال إن إسحاق أسيموف قال عنه: «لا يسع المرء إلا أن يقف مندهشًا من سعة فهم السيد مورشي وقدرته على صياغة الحقائق والتكهنات العلمية بلغة شيقة وغير تقنية.» كما أشار كورت فونيجوت إلى امتنانه له أيضًا.[بحاجة لمصدر أفضل]

### أسرار الحياة السبعة
في عام 1978 نشر كتاب أسرار الحياة السبعة؛ وأعيد طبعه في عام 1981 و1999.
الأسرار السبعة هي:
1. الطبيعة المجردة للكون
2. الترابط بين جميع المخلوقات
3. حضور الحياة في كل مكان
4. مبدأ القطبية
5. التسامي
6. إنبات العوالم
7. اللاهوت

ويناقش الكتاب أيضًا الكائنات الحية الفائقة، واللغة، وخصائص العقل، والوعي الفردي. تشير مراجعته للأدبيات إلى وجود حوالي 32 حاسة، كما هو مذكور على الإنترنت. فيها يقتبس مثلًا صربيًا يُعتبر جزءًا من تراث الفكرة المطروحة نحن مصنوعون من مادة النجوم: «كن متواضعًا لأنك مصنوع من الروث. كن نبيلًا لأنك مصنوع من النجوم».
ظهرت مقاطع من كتاب أسرار الحياة السبعة في صحيفة البهائيين [الإنجليزية] وكذلك في الدوريات الأخرى مثل تقويم المزارع القديم [الإنجليزية]. كان هذا الكتاب هو الأكثر بهائية من بين كتب مورشي، ليس فقط لذكر الدين عدة مرات، ولكن لمناقشة المبادئ البهائية بتفاصيل مقنعة إلى حد ما، والدعوة إلى مفاهيم الخلود الشخصي، وتصوير الحياة الحالية باعتبارها «مدرسة للروح» التي تعد البشر للحياة الآخرة. علاوة على ذلك، يزعم مورشي أن العديد من الحدود في العلوم العادية هي حدود تعسفية؛ بين الكوكب والقمر، وبين النبات والحيوان، وبين الحياة وغير الحياة. غالبًا ما يوضح متى تكون أمثلته مبنية على علم تم التحقق منه تجريبيًا، ومتى لا تكون كذلك. يتم ذكر المصادر والمراجع التي يمكن التحقق منها بشكل متكرر، مما يجعل هذا (يمكن القول) جهدًا للموضوعية الصحفية، على الرغم من محتواه وأسلوبه الفلسفي والديني والشعري الصريح. ومع ذلك، فإن الموضوعات التي يتم تناولها غالبًا ما تكون غريبة وغير عادية. على الرغم من اهتمامه العميق بالفلسفة الدينية، كان كتاب أسرار الحياة السبعة من بين المرشحين النهائيين لجائزة الكتاب الوطني للعلوم (غلاف ورقي) عام 1982.
وبالنظر إلى الماضي، فإن العديد من مجالات البحث «الهامشية» أو المتوقفة التي يغطيها الكتاب قد تم التحقق منها مؤخرًا (أو إعادة اكتشافها) من خلال التجارب الحديثة. تشمل الأمثلة طريقة الاتصال عالية الدقة التي نراها في رقصة النحل العسلي، وخصائص التجديد والخلود لدى الهيدرا الصغيرة (الجنس)، ووجود البلورات شبه الجزيئية [الإنجليزية].
ومن ناحية أخرى، تظل أمثلة أخرى بمثابة طريق مسدود علميًا؛ مثل وجود البلازما النجمية وما يسمى بعلم السيماتكس [الإنجليزية].
يُقتبس عن المهندس المعماري صاحب الرؤية باكمنستر فولر قوله إن كتاب أسرار الحياة السبعة يحتوي على «... كل المعلومات الأكثر أهمية حول كل ما تحتاج البشرية إلى معرفته...».

## الصحفي
نُشرت قصة صحفية لمورشي في صحيفة وينيبيج تريبيون في عام 1934، وقطعة في نيوزيلندا في عام 1935، لكن وظيفته الثابتة كانت في صحيفة شيكاغو تريبيون. وقد نُشرت بعد ذلك نحو 37 قصة إخبارية في صحيفة شيكاغو تريبيون تحت اسمه. كانت أول قصة تحت اسمه في صحيفة شيكاغو تريبيون في عام 1934، تلتها ثلاث قصص في عام 1935، وقصة واحدة في عام 1936 (في نفس العام الذي حصل فيه على رخصة الطيران)، ولم تظهر أي قصة في عام 1937، واثنتان في عام 1938. وقد تم ذكر بعض قصصه في الصحف الأخرى. شارك في تأليف كتاب جنود الظلام مع توماس ر. جوينلوك، الذي نُشر عام 1937.
بدأ اهتمام مورشي الإضافي بالدين البهائي في هذه الفترة عندما كُلِّف بكتابة مقال عن دار العبادة البهائية في ويلميت، إلينوي حوالي عام 1938، ثم انضم رسميًا إلى الدين عام 1939. لقد انبهر بالصفات الفريدة للمعبد كونه مزيجًا من الأساليب الشرقية والغربية، ووسع اهتمامه عندما ارتفعت رؤيته للوحدة البيولوجية للبشرية إلى تأكيد روحي.
بدأ مورشي تغطية الحرب العالمية الثانية بخمس قصص مطبوعة في عام 1939، وفي الواقع سافر إلى الخارج بأربعة عشر قصة في عام 1940 (وهو العام الذي أصيب فيه أيضًا في غارة جوية)، وثلاث قصص في عام 1941، وخمس قصص في عام 1942. ثم عاد إلى الولايات المتحدة.

## طيار ومؤسس معسكر ومعلم
في عام 1942، غادر مورشي صحيفة تريبيون للعمل كمدرب طيران وملاح جوي. توفيت والدته إثيل في فلوريدا عام 1943 وورث «قصر فيروايز» في سانت أندروز، نيو برونزويك، كندا. حاول أحد أقاربه زيارته في يناير 1944 في الولايات المتحدة، لكنه كان قد انتقل بالفعل. في عام 1944 تزوج مورشي من باربرا كوني؛ وخلال السنوات الثلاث من زواجهما رزقا بطفلين (جريتل وبارنابي). في عام 1946 انتقلت عائلة مورشي إلى بيبرل، ماساتشوستس وعملت مع المدرسة الثانوية. في عام 1947، نُشر كتاب سانت كروا، نهر سنتينل ومن المرجح أنه قد كُتب أثناء الوقت الذي قضاه في سانت أندروز في المنزل، بينما انفصل كوني ومورشي في عام 1947. بعد ذلك، أنشأ مورشي معسكر أبل هيل، وهو مكان صيفي دولي للأطفال في نيو هامبشاير، وأداره لمدة 11 عامًا تزوج خلالها من كاتي راوتنستراوش وعمل كلاهما أيضًا كمدرسين. يتذكر أليكس ليفي، الناجي من الهولوكوست، عمله مع مورشي في المعسكر.

## البهائي
أصبح مورشي بهائيًا في عام 1939، بعد تغطية دار العبادة البهائية التي كانت قيد الإنشاء في ذلك الوقت، وفي مايو 1938 تم تمييزها على طابع بريدي أمريكي. لقد ظل صامتًا إلى حد كبير بشأن موضوع دينه، ولم يذكره إلا بشكل عابر في كتابه أغنية السماء الذي صدر عام 1954. في سيرته الذاتية، مدرسة الروح، أشار إلى مسافة ملحوظة بينه وبين المجتمع البهائي أثناء الحرب، حيث تصور أن ارتباطه بالمجهود الحربي جعله على خلاف مع مشاعر العديد منهم.
بعد حوالي عقد من الزمان من الحرب، وبعد أن نال كتاب مورشي أغنية السماء استحسانًا كبيرًا باعتباره مؤلفًا لنادي كتاب الشهر، بدأ في التحدث علنًا عن دينه. وقد أشارت العديد من القصص الإخبارية في وسائل الإعلام الأوسع إلى ذلك، كما أشارت وكالة الأنباء البهائية الرسمية إلى الدعاية. في عام 1964، قام بجولة في إيران لزيارة العديد من المواقع المقدسة للبهائيين. أصبحت مذكراته اليومية عن رحلاته أساسًا لسلسلة من المقالات في الستينيات وما بعدها. في عام 1958 أصبح أكثر شهرة بإعلانه في صحيفة شيكاغو تريبيون «أنا بهائي». وقد لاحظ البهائيون هذه الدعاية مرة أخرى، ويقال إنها تسببت في زيادة عدد الزوار إلى دار العبادة البهائية في ويلميت، إلينوي، وأعجبتهم كثيرًا لدرجة أنهم أصدروها بعد ذلك كمنشور، وكذلك في رسائل إلى المحررين للتصحيح. وفيها أشار إلى التاريخ المثير للإعجاب للباب، الطاهرة، ولقاء إدوارد ج. براون مع بهاء الله، وموقف ومثال عبد البهاء والوصي المعين، وحضور الدين في حياة أشخاص بارزين تاريخيًا مثل ماري الرومانية وكانت قريبة من الرئيس ويلسون. وقد تم استخدام مختارات منه في كتاب تمهيدي للغة الأجنبية.
ثم شرع مورشي في دراسة تاريخ البهائيين، والبحث عن كتاب حول هذا الموضوع كان ينوي نشره تحت اسم حجاب المجد والذي يعد جزءًا من مجموعة أوراق في مركز هوارد جوتليب لأبحاث الأرشيف بجامعة بوسطن. كان مورشي حاضرًا بشكل واضح في العديد من المحاضرات البهائية ودورات الدراسة حول الدين في الفترة من الستينيات إلى الثمانينيات، وكان ينشر العديد من المقالات الأخرى المتعلقة بالدين المطبوعة في أخبار البهائية ‏:
- زيارة إلى بلاد فارس عبر خمسة أعداد (أيضًا، أبعد من رحلته عام 1964)[68]
- نيريز – مشهد بطولة وحيد،[77]
- بيت القدوس في مشهد،[78]
- رحلة عبر شمال إيران،[79]
- ماه كو وتبريز – السجن والاستشهاد.[80]
- ازدهار الكوكب (في عام 1974)[81]

## ببليوغرافيا
- Men on the Horizon (PDF). Houghton Mifflin Co. 1932. مؤرشف من الأصل (PDF) في 2015-01-01.
- St. Croix: the Sentinel River. Duell, Sloan & Pearce. 1947. مؤرشف من الأصل في 2023-09-29.
- Song of the Sky. Cambridge, MA: Riverside Press Cambridge. 1954. ISBN:0-87165-030-4.
- The World Above. Dell. 1954. مؤرشف من الأصل في 2024-12-07.
- The World Aloft. Houghton Mifflin. 1960. مؤرشف من الأصل في 2023-09-29.
- Music of the Spheres. Houghton Mifflin. 1961. ISBN:0-486-21809-0. مؤرشف من الأصل في 2023-09-29.
- The Seven Mysteries of Life: An Exploration in Science & Philosophy. Houghton Mifflin Harcourt. 1978. ISBN:0-395-95791-5. مؤرشف من الأصل في 2023-09-29.
- The Soul School: Confessions of a Passenger on Planet Earth. Fithian Press. 1995. ISBN:978-1-56474-105-9. مؤرشف من الأصل في 2023-09-29.

## السنوات الأخيرة
قضى مورشي معظم ثمانينيات القرن العشرين يعمل على مشروعه التاريخي البهائي، حجاب المجد، والذي لم يتمكن من نشره. بعد وفاة زوجته كاتي في 3 مايو 1986، انتقل مورشي إلى كاليفورنيا وتزوج من صديقة قديمة، ماري، في منزل صديقي مورشي مارزيه وهارولد جايل. استقر آل مورشي في سانتا باربرا. في ذلك الوقت تقريبًا، التقى مورشي بابنته جريتل وسافر معها إلى الهند. عمل على سيرته الذاتية، مدرسة الروح، خلال هذه الفترة، ونشرها عام 1995. أمضى مورشي سنواته الأخيرة في منزل جماعي في مقاطعة أورانج.
في يناير 1990 نشرت صحيفة جلوب آند ميل [الإنجليزية] سلسلة من المقالات بقلم مورشي—مقالتان جديدتان وثماني طبعات جديدة من عام 1978.
توفي مورشي في عام 1997 في فوليرتون، كاليفورنيا.